# ピノ (ゲームキャラクター)
ピノ（PINO）は、1986年に発表されたナムコ（後のバンダイナムコエンターテインメント。BNEI）のアクションゲーム『トイポップ』の主人公及び、BNEIの野球ゲーム『ファミスタシリーズ』などに登場する架空のプロ野球チーム「ナムコスターズ」に登録された架空のプロ野球選手（外野手）である。
『プロ野球 ファミスタ リターンズ』での担当声優は落合福嗣。

## トイポップの主人公
『トイポップ』は画面固定のアクションゲームで、悪い魔女に捕らわれた仲間を救いにピノとパートナーのアチャ（由来は赤ずきん）が行くというストーリーである。メルヘンタッチで可愛らしいグラフィックとは裏腹に、難易度は異常に高かった。
アーケードゲームとして登場した後、家庭用ゲーム機への移植は、登場から9年たった1995年にプレイステーション用ソフトとして発売された『ナムコミュージアム』が初めてかつ唯一である。そのためもあり、同時期のナムコのゲームの中では知名度がいささか低い。なお、パソコンではX1やWindowsに移植されており、2007年には携帯電話アプリ版が登場している。
ピノは1プレイヤー側の主人公である。名前の由来はピノキオから。2プレイヤー側のアチャより若干足が速い。
プレイ中に箱の中から出現するアイテムの一つである「ブーツ」（ジェット・ブーツともいう）を取ると、一定時間であるがプレイヤーが制御不能に陥るほどの俊足となる。後述する「ピノ＝俊足」の定義は、この現象によるものと推察できる。

## 架空の野球選手
ファミスタシリーズにおける「ピノ」は、打ってから1塁到達までわずか2.5秒 と実際のプロ野球選手よりも速い走力を持つ超俊足のバッターとして知られる。『プロ野球ファミリースタジアム』（初代ファミスタ）では代打として登録されており（この時の一番打者は「まつぴ」であった）。翌年の『ファミスタ'87』より一番打者として固定され、家庭用ゲーム機版を中心にナムコスターズの登場する作品で概ね登録されている。このうち、MSX2版『プロ野球ファミリースタジアム』では未登録となっている。このことについて、当時のゲーム雑誌『MSXマガジン』では「寄る年波には勝てない」と理由づけされている。
主に初期の作品では、選手名表記は平仮名が基本だったため「ぴの」であったが、『スーパーファミスタ2』以降は基本的に「ピノ」で定着している。
投打は、基本的に左投げ左打ちとなっているが、『SUPERワールドスタジアムシリーズ』（同シリーズでは、'98以降に登場しており、球団名も東京ナムコスターズ→ナムコオールスターズと変遷している）では、右投げ右打ちとなっている。
背番号は、元々8に設定されていた が、『SUPERワールドスタジアムシリーズ』、『プロ野球 ファミスタオンライン』以降の作品では2に設定されている。
『ファミスタ64』（1997年発売）で設定されている誕生日 は6月12日。同作のガイドブックでは、誕生日の欄に生年も含まれており、1974年6月12日と記載。これは、松井秀喜と同じ生年月日である。また、同作は出身地 が沖縄県に設定されている。
2011年発売の『プロ野球 ファミスタ2011』では、ナムコスターズが1990年代以降のキャラクター中心になった事に伴い、主砲のパックらと共に、1980年代までのキャラクターで構成される新チームナムコレジェンズの所属となっている。一方で、『プロ野球 ファミスタオンラインシリーズ』では引き続きナムコスターズの選手として登録されている。
ファミスタリターンズでは、既婚者であり、「ピノジュニア」という俊足の息子がいることを知らせた。『トイポップ』の登場キャラクターであるアチャと結婚している。
2015年、『プロ野球 ファミスタ リターンズ』の発売にあわせて、「太ったピノ」の配信を開始した。こちらは通常のピノとは異なり、走力が遅くパワーが高く設定されている。

### 野球選手としての能力
作品によってはフライを打ち上げない限りゴロさえ転がせば、かなりの確率で出塁でき、三塁までの盗塁成功率も高く（一塁からなら捕手が二塁に送球する間に三塁まで進めるほどの走力である）、そこからスクイズすれば1点が取れる場合がある。
登場している作品の多くは、ゲーム中に表示される成績は打率2割5分前後、本塁打5本以下であるが、一部作品では2割7分以上の打率が表示されていることもある。
守備力は、作品によって変動が激しい時期もあったが、概ね平均ないしはそれより上のレベルをキープしている。
シリーズを通して作中最速というわけではなく、漫画『巨人の星』に登場する俊足選手・速水譲次がモデルとされるアニメスターズの「はやみ」などに作中最速の地位を取られていたこともある。また初期やPS版以降の作品では、ゴロさえ転がせば確実に出塁出来る、というほどの走力は設定されていない。
人並み外れた足の速さをもつことについて、トイポップ・初代ファミスタ双方の開発を担当した岸本好弘が『スーパーファミスタ2百科』（1993年、小学館発行。書籍コード：ISBN 4091024327）でのインタビューにおいて、「目立たせようと思った」という旨の発言している。

### 打撃成績・走力値
走力の参考の目安として、発売日の直近のシーズンのリーグ盗塁王の作中での走力も記す。

#### ファミコン版ファミスタ
『ファミスタ'89』 以外はすべてシーズン終了後に当たる12月発売。'90 以降は、発売翌年の年度をタイトルに入れている。また、『ファミスタ'88』から'92までの実在選手は変名を用いている）。
| 作 品 名 | 打 率 | 本 塁 打 | 走 力 | リーグ盗塁王の走力               | リーグ盗塁王の走力               | リーグ盗塁王の走力               | リーグ盗塁王の走力               |
| 作 品 名 | 打 率 | 本 塁 打 | 走 力 | セ・リーグ                       | セ・リーグ                       | パ・リーグ                       | パ・リーグ                       |
| -------- | ----- | -------- | ----- | -------------------------------- | -------------------------------- | -------------------------------- | -------------------------------- |
| 86       | .260  | 1        | 24    | 屋鋪要 平野謙                    | 19 18                            | 西村徳文                         | 19                               |
| 87       | .260  | 2        | 22    | 屋鋪要                           | 19                               | 西村徳文 大石第二朗              | 18 17                            |
| 88       | .260  | 2        | 22    | 屋鋪要                           | 17                               | 西村徳文                         | 18                               |
| 89       | .250  | 2        | 22    | （シーズン途中の発売の為、省略） | （シーズン途中の発売の為、省略） | （シーズン途中の発売の為、省略） | （シーズン途中の発売の為、省略） |
| 90       | .260  | 2        | 22    | 正田耕三                         | 16                               | 西村徳文                         | 17                               |
| 91       | .260  | 4        | 22    | 緒方耕一 野村謙二郎              | 16 16                            | 秋山幸二                         | 17                               |
| 92       | .260  | 4        | 40    | 野村謙二郎                       | 16                               | 大野久                           | 17                               |
| 93       | .278  | 4        | 40    | 飯田哲也                         | 16                               | 佐々木誠                         | 17                               |
| 94       | .230  | 2        | 40    | 緒方耕一 石井琢朗                | 14 16                            | 大石大二郎                       | 16                               |

#### スーパーファミコン版
発売はいずれも2月下旬 - 3月（シーズン開幕前）であるため、リーグ盗塁王は発売前年の盗塁王を記す。1作目『スーパーファミスタ』は便宜上1と記す。なお、1は打点の項目が無い。
| 作 品 名 | 発 売 年 | 打 率 | 本 塁 打 | 打 点 | 走 力 | リーグ盗塁王の走力 | リーグ盗塁王の走力 | リーグ盗塁王の走力 | リーグ盗塁王の走力 |
| 作 品 名 | 発 売 年 | 打 率 | 本 塁 打 | 打 点 | 走 力 | セ・リーグ         | セ・リーグ         | パ・リーグ         | パ・リーグ         |
| -------- | -------- | ----- | -------- | ----- | ----- | ------------------ | ------------------ | ------------------ | ------------------ |
| 1        | 1992     | .250  | 4        | -     | 36    | 野村謙二郎         | 16                 | 大野久             | 16                 |
| 2        | 1993     | .230  | 2        | 14    | 36    | 飯田哲也           | 16                 | 佐々木誠           | 17                 |
| 3        | 1994     | .234  | 2        | 20    | 40    | 緒方耕一 石井琢朗  | 16 16              | 大石大二郎         | 16                 |
| 4        | 1995     | .243  | 0        | 38    | 40    | 野村謙二郎         | 16                 | 佐々木誠           | 17                 |
| 5        | 1996     | .253  | 0        | 35    | 40    | 緒方孝市           | 16                 | イチロー           | 17                 |

#### オンライン
打撃成績などは表示されないため、走力のみ記す。また、複数のレアリティが存在するため、ピノは最高レアリティカード、盗塁王選手は最多盗塁カード（プレミア・レインボーカード）の数値を示す。
| 年 度 | 走 力 | リーグ盗塁王の走力 | リーグ盗塁王の走力 | リーグ盗塁王の走力 | リーグ盗塁王の走力 |
| 年 度 | 走 力 | セ・リーグ         | セ・リーグ         | パ・リーグ         | パ・リーグ         |
| ----- | ----- | ------------------ | ------------------ | ------------------ | ------------------ |
| 2006  | 70    | 青木宣親           | 59                 | 西岡剛             | 58                 |
| 2007  | 70    | 荒木雅博           | 59                 | 片岡易之           | 53                 |
| 2008  | 70    | 福地寿樹           | 61                 | 片岡易之           | 62                 |
| 2009  | 72    | 福地寿樹           | 64                 | 片岡易之           | 63                 |
| 2010  | 72    | 梵英心             | 51                 | 片岡易之 本多雄一  | 66 59              |
| 2011  | 70    | 藤村大介           | 55                 | 本多雄一           | 65                 |
| 2012  | 70    | 大島洋平           | 48                 | 聖澤諒             | 65                 |
| 2013  | 69    | 丸佳浩             | 49                 | 陽岱鋼             | 52                 |

### エピソード
テレビ番組『プロ野球ニュース』の「プロ野球選手が選ぶ20世紀ベストナイン」という企画で、当時オリックス・ブルーウェーブの谷佳知は外野手部門で、イチローを外してピノを選んでいる。
2007年、千葉ロッテマリーンズの早川大輔は、幼いころからの理想の野球選手としてぴのを挙げており、将来的には登録名を「ぴの早川」にしたいと『東京スポーツ』紙上で語っていた。
現実に、足の速い野球選手を指して「ピノみたいだ」と形容されることがある。以下、その事例である。
- 北海道日本ハムファイターズの村田和哉が50mを5秒7という俊足を売りにしており、OBで野球解説者の岩本勉が「リアルピノ」と評している[要出典]。
- 2008年、翌年開催を控えていたワールド・ベースボール・クラシックを前にして、イチローが日本代表候補と言われていた片岡易之の走塁について「ファミスタの『ピノ』みたいでしょ」と評している[13]。
- 東京ヤクルトスワローズの公式サイトより、三輪正義内野手がチームメイトなどから「ピノ」と呼ばれていることが掲載されている。
- 阪神タイガースの近本光司は、50m5秒8を記録する俊足が武器で、大学時代に対戦経験のある畠世周が「周りからピノと呼ばれていた」と語っている[14]。
- 漫画『Mr.FULLSWING』の登場人物、兎丸比乃（とまる ぴの）はピノが名前の由来になっている。モデルと同じく足が非常に速いのが特徴。